# Lõõla
Lõõla är en ort i Estland. Den ligger i Väätsa kommun och landskapet Järvamaa, i den centrala delen av landet, 70 km sydost om huvudstaden Tallinn. Lõõla ligger 70 meter över havet och antalet invånare är 154.
Terrängen runt Lõõla är mycket platt. Runt Lõõla är det glesbefolkat, med 10 invånare per kvadratkilometer. Närmaste större samhälle är Paide, 11,8 km sydost om Lõõla. Omgivningarna runt Lõõla är en mosaik av jordbruksmark och naturlig växtlighet.